# Light Jagami
Light Yagami (japonsky 夜神月, Jagami Raito; anglicky Light Yagami) je fiktivní postava z japonského anime a manga seriálu Death Note, který vytvořil mangaka Cugumi Óba.

## Osobnost
Light Yagami je vzorový středoškolský student snad nejlepší v Japonsku. Jeho život se však drasticky změní v roce 2003, kdy zjistí, že tajemný zápisník s názvem Zápisník smrti, který najde ležet na zemi, funguje. Zápisník smrti tvrdí, že když je v něm napsáno lidské jméno, tak daná osoba zemře. Light zpočátku zápisníku nevěří, ale po pár experimentech zjistí, že opravdu funguje. Po setkání s předchozím vlastníkem zápisníku, smrtonošem Rjúkem, se Light snaží stát „bohem nového světa“ a odstraňuje ty, které považuje za zlo, nebo ty, kteří mu stojí v jeho cestě. Jelikož je génius, tak se Light domnívá, že pouze on sám je schopen posoudit lidskost a nasměrovat ji tím správným morálním směrem, a samozřejmě na sebe pohlíží jako na boha, který vytváří nový svět.
Později se Light snaží svět zbavit zločinu, ale přitahuje na sebe pozornost výborného detektiva L. Light a L se oba utkávají v sérii bitev inteligence. Když se ukáže druhý Kira, Misa Amane, je L schopen ji a Lighta chytit. Později je jméno L napsáno do Zápisníku smrti, když Light manipuluje s Rem, která L zabije, aby zachránila Mise život. Light se ujme místa L a udržuje svět v tom, že L je stále naživu. Light je tedy druhý L a je v perfektní pozici, aby mohl zabíjet zločince. Později se dostane do konfliktu s L-ovými nástupci Nearem a Mellem. Udělá však chybu, když používá Mikamiho jako dalšího Kiru, a Near je schopen dostat Lighta do pasti. S přihlédnutím k rozhodnutí, že je na čase, aby ukončil svou hru, Rjúk zabíjí Lighta.

## Vzdělávání a každodenní život
Během začátku seriálu je Light studentem střední školy (12. třída) v Daikoku. Light má také otce, Sóičira Jagamiho, který je členem vyšetřovacího týmu v případě Kira. Kromě toho má Light matku Sačiko Jagami a mladší sestru Saju Jagami.
Na jaře 2004 se Light stane prvním nováčkem na Tóóské univerzitě a také se stane zástupcem reprezentantů ročníku, L je druhý zástupce. Během tenisového zápasu s L (L používá jméno Hideki Rjúga) diváci odhalí, že Light byl šampionem ve školním tenisu v letech 1999–2000. Když vyhraje titul, skončí Light s tenisem, protože nastupuje na střední školu.